# Scotopteryx crenulimargo
Scotopteryx crenulimargo là một loài bướm đêm trong họ Geometridae.